# Hap Emms Memorial Trophy
Die Hap Emms Memorial Trophy ist eine Auszeichnung der Canadian Hockey League. Sie wird seit 1975 jährlich an den besten Torhüter des Memorial Cups vergeben.
Die Trophäe ist nach Leighton „Hap“ Emms benannt, der in den 1950er und 1960er Jahren als Trainer vier Memorial-Cup-Gewinne erreichen konnte.

## Gewinner
| Jahr | Spieler                        | Team                           |
| ---- | ------------------------------ | ------------------------------ |
| 2025 | Austin Elliott                 | London Knights                 |
| 2024 | Michael Simpson                | London Knights                 |
| 2023 | William Rousseau               | Québec Remparts                |
| 2022 | Nikolas Hurtubise              | Saint John Sea Dogs            |
| 2021 | Memorial Cup nicht ausgetragen | Memorial Cup nicht ausgetragen |
| 2020 | Memorial Cup nicht ausgetragen | Memorial Cup nicht ausgetragen |
| 2019 | Alexis Gravel                  | Halifax Mooseheads             |
| 2018 | Kaden Fulcher                  | Hamilton Bulldogs              |
| 2017 | Michael DiPietro               | Windsor Spitfires              |
| 2016 | Tyler Parsons                  | London Knights                 |
| 2015 | Ken Appleby                    | Oshawa Generals                |
| 2014 | Antoine Bibeau                 | Val-d’Or Foreurs               |
| 2013 | Andrei Makarow                 | Saskatoon Blades               |
| 2012 | Gabriel Girard                 | Shawinigan Cataractes          |
| 2011 | Jordan Binnington              | Owen Sound Attack              |
| 2010 | Martin Jones                   | Calgary Hitmen                 |
| 2009 | Marco Cousineau                | Drummondville Voltigeurs       |
| 2008 | Dustin Tokarski                | Spokane Chiefs                 |
| 2007 | Matt Keetley                   | Medicine Hat Tigers            |
| 2006 | Cédrick Desjardins             | Québec Remparts                |
| 2005 | Adam Dennis                    | London Knights                 |
| 2004 | Kelly Guard                    | Kelowna Rockets                |
| 2003 | Scott Dickie                   | Kitchener Rangers              |
| 2002 | T. J. Aceti                    | Erie Otters                    |
| 2001 | Maxime Daigneault              | Val-d’Or Foreurs               |
| 2000 | Sébastien Caron                | Rimouski Océanic               |
| 1999 | Cory Campbell                  | Belleville Bulls               |
| 1998 | Chris Madden                   | Guelph Storm                   |
| 1997 | Christian Bronsard             | Hull Olympiques                |
| 1996 | Frédéric Deschênes             | Granby Prédateurs              |
| 1995 | Jason Saal                     | Detroit Junior Red Wings       |
| 1994 | Éric Fichaud                   | Chicoutimi Saguenéens          |
| 1993 | Kevin Hodson                   | Sault Ste. Marie Greyhounds    |
| 1992 | Corey Hirsch                   | Kamloops Blazers               |
| 1991 | Félix Potvin                   | Chicoutimi Saguenéens          |
| 1990 | Mike Torchia                   | Kitchener Rangers              |
| 1989 | Mike Greenlay                  | Saskatoon Blades               |
| 1988 | Mark Fitzpatrick               | Medicine Hat Tigers            |
| 1987 | Mark Fitzpatrick               | Medicine Hat Tigers            |
| 1986 | Steve Guenette                 | Guelph Platers                 |
| 1985 | Ward Komonosky                 | Prince Albert Raiders          |
| 1984 | Darren Pang                    | Ottawa 67’s                    |
| 1983 | Mike Vernon                    | Portland Winter Hawks          |
| 1982 | Michael Morrissette            | Sherbrooke Castors             |
| 1981 | Corrado Micalef                | Cornwall Royals                |
| 1980 | Rick LaFerriere                | Peterborough Petes             |
| 1979 | Bart Hunter                    | Brandon Wheat Kings            |
| 1978 | Ken Ellacott                   | Peterborough Petes             |
| 1977 | Pat Riggin                     | Ottawa 67’s                    |
| 1976 | Maurice Barrette               | Québec Remparts                |
| 1975 | Gary Carr                      | Toronto Marlboros              |